# Штайнмауэрн
Штайнмауэрн (нем. Steinmauern) — община в Германии, в земле Баден-Вюртемберг. 
Подчиняется административному округу Карлсруэ. Входит в состав района Раштат.  Население составляет 2942 человека (на 31 декабря 2010 года). Занимает площадь 12,40 км².